# Ізбіцько
Ізбіцько (пол. Izbicko) — село в Польщі, у гміні Ізбицько Стшелецького повіту Опольського воєводства.
Населення — 1108 осіб (2011).

## Демографія
Демографічна структура станом на 31 березня 2011 року:
|          | Загалом | Допрацездатний вік | Працездатний вік | Постпрацездатний вік |
| -------- | ------- | ------------------ | ---------------- | -------------------- |
| Чоловіки | 522     | 75                 | 382              | 65                   |
| Жінки    | 586     | 90                 | 357              | 139                  |
| Разом    | 1108    | 165                | 739              | 204                  |